# Bóng rổ tại Đại hội Thể thao Đông Nam Á 2013
Môn bóng rổ tại Đại hội Thể thao Đông Nam Á 2013 diễn ra từ ngày 8–16 tháng Mười hai. Cả hai nội dung nam và nữ đều diễn ra tại sân vận độn trong nhà Zayar Thiri ở Naypyidaw, Myanmar.
Cả hai nội dung nam và nữ đều thi đấu theo thể thức vòng tròn một lượt; đội tuyển có thành tích tốt nhất sẽ dành huy chương vàng.

## Bảng huy chương

### Bảng xếp hạng huy chương
| 1    | Philippines (PHI) | 1 | 1 | 0 | 2 |
| 1    | Thái Lan (THA)    | 1 | 1 | 0 | 2 |
| 3    | Malaysia (MAS)    | 0 | 0 | 1 | 1 |
| 3    | Singapore (SIN)   | 0 | 0 | 1 | 1 |
| Tổng | Tổng              | 2 | 2 | 2 | 6 |

### Các VĐV giành huy chương
| Division | Vàng | Bạc | Đồng |
| -------- | --- | --- | --- |
| Nam      | Philippines Kevin Alas · Matthew Ganuelas · Ronald Pascual · Bobby Ray Parks, Jr. · Jericho Cruz · Mark Belo · Marcus Douthit · Roi Sumang · Garvo Lanete · Kevin Ferrer · Kiefer Ravena                                                                        | Thái Lan Anasawee Klaewnarong · Wattana Suttisin · Danai Kongkum · Kannawat Lertlaokul · Darongpan Apiromvilaichai · Darunpong Apiromvilaichai · Mana Jantuma · Wutipong Dasom · Ratdech Kruatiwa · Chanachon Klahan · Chaiwat Kaedum · Sukhdave Ghogar | Singapore Wong Wei Long · Hanbin Ng · Wu Qingde · Desmond Oh · Tan Chin Hong · Hong Weijian · Larry Liew Hua Sen · Lim Shengyu · Yeong Wooi Khaw · Delvin Goh Kok Chiang · Russel Low Wenqiang     |
| Nữ       | Thái Lan Supavadee Kunchuan · Chalisa Chamnarnwaree · Penphan Yothanan · Nomjit Tunsaw · Kloyjai Phetsaenkha · Juthamas Jantakan · Suwimon Sangtad · Chonticha Chirdpetcharat · Pattrawadee Janthabut · Thidaporn Maihom · Juthathip Mathuros · Naruemol Banmoo | Philippines Joan Grajales · Chovi Borja · Merenciana Arayi · Camille Sambile · Melissa Jacob · Bernadette Mercado · Angeli Gloriani · Cindy Resultay · Cassandra Tioseco · Analyn Almazan · Denise Tiu                                                  | Malaysia Choo Sook Ping · Yong Shin Min · Ang Siew Teng · Yaakob Nur Izzati · Pang Hui Pin · Lee Siew Fun · Kew Suik May · Ting Eugene Chiau Teng · Goh Beng Fong · Hee Shook Ying · Yap Ching Yee |